# 與那霸岳
与那霸岳位于冲绳岛上的冲绳县国头村，最高点海拔503（1,650英尺），为冲绳岛的最高点。

## 地理
与那霸岳位于冲绳县治那霸市以北80公里， 由片岩、千枚岩和砂岩构成，形成于第三纪至中生代中期。 与那霸岳整体坡度较缓，在顶峰处有一些较为复杂的山谷。与那霸岳是冲绳岛最高点，也是冲绳县第二高点，仅次于位于石垣市的於茂登岳525.5（1,724英尺）。 与那霸岳同时也拥有岛上的最大瀑布(26（85英尺）). 由于黑潮的原因，与那霸岳常年被雾笼罩。 

## 河流
- 奥間川
- 比地川
- 床川